# Hebe macrantha
Hebe macrantha é uma espécie de planta do gênero Hebe.